# Stockport

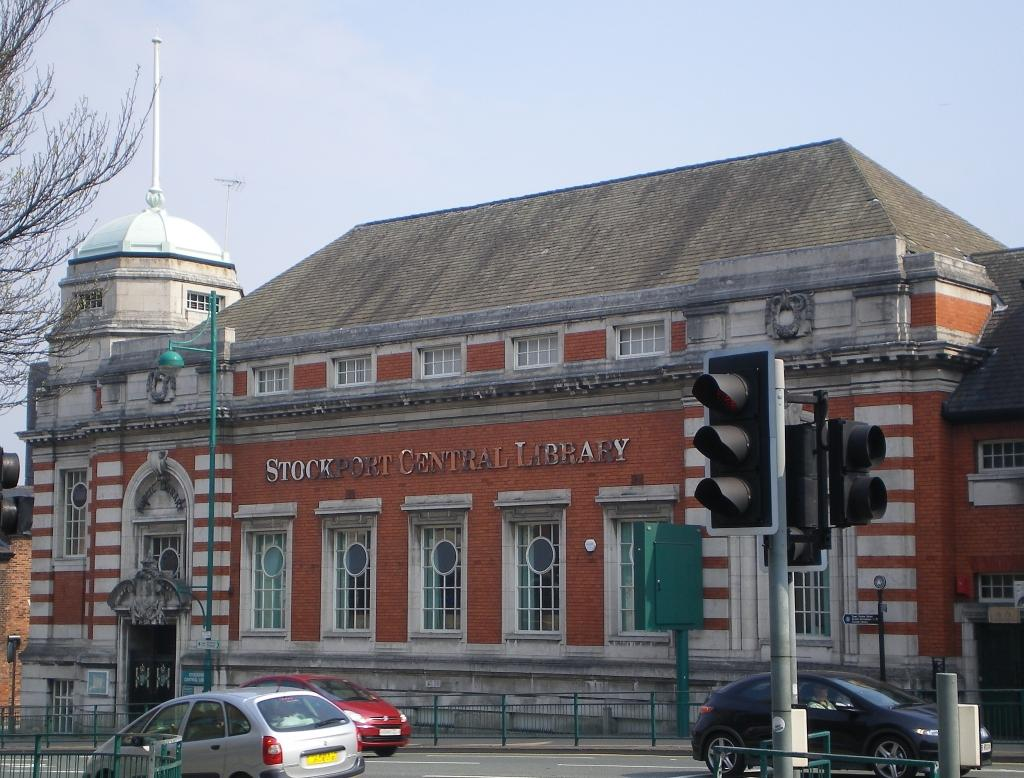
Biblioteka w Stockport

Stockport – miasto w północno-zachodniej Anglii, położone w południowej części hrabstwa metropolitalnego Wielki Manchester, w dystrykcie Stockport. Leży 9,8 km na południowy wschód od Manchesteru. Liczy 117 935 mieszkańców (2021).
Historycznie część hrabstwa Cheshire, Stockport w XVI w. był małym miastem położonym na południowym brzegu rzeki Mersey, znanym z uprawy konopi i wyrobu sznurka. W XVIII w. miasto zyskało jedną z pierwszych w Zjednoczonym Królestwie zmechanizowanych fabryk jedwabiu. Jednak dominował przemysł bawełniany. Stockport był też centrum przemysłu kapeluszowego, w 1884 eksportując ponad 6 milionów kapeluszy rocznie. W grudniu 1997 zamknięto ostatnią wytwórnię kapeluszy. Historii kapelusznictwa poświęcone jest muzeum „Hat Works – the Museum of Hatting”.
Od strony zachodniej dominującą budowlą jest wiadukt kolejowy. Wybudowany w latach 40. XIX w., 27-łukowy most nad rzeką Mersey doprowadza kolej z Manchesteru do Birmingham i Londynu. Wiadukt jest tłem wielu pejzaży namalowanych przez L.S. Lowry’ego. Lowry był częstym gościem Stockport War Memorial Gallery na Greek Street, zwłaszcza w trakcie dorocznych wystaw malarstwa i rzeźby Stockport Art Guild.

## Historia

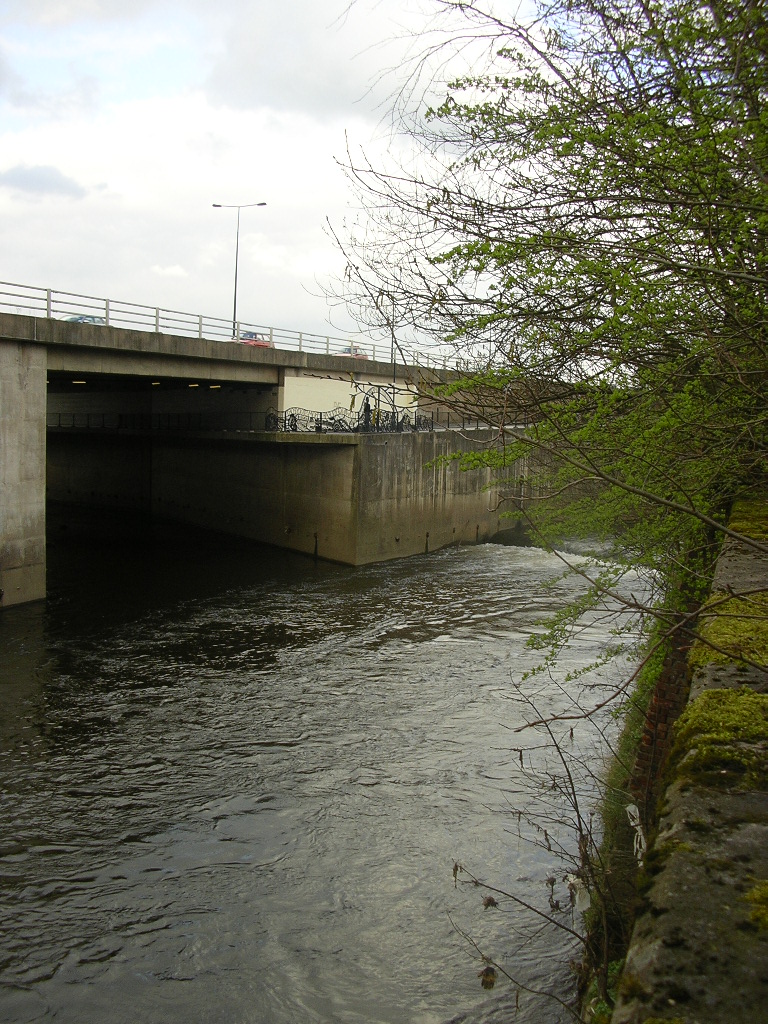
Rzeka Tame (po lewej) i rzeka Goyt (po prawej) łączą się tworząc rzekę Mersey

### Toponimia
Pierwsza wzmianka o Stockport była zanotowana jako „Stokeport” w 1170. Obecnie akceptowana etymologia to staroangielskie stoc, rynek, oraz port, wioska, sioło (a dokładniej osada wewnątrz majątku); oznaczająca wobec tego wiejski rynek. Starsze wyjaśnienia to: stock, stos, piętra lub zamek, oraz port, las; oznaczające leśny zamek. Zamek w nazwie prawdopodobnie odnosi się do Stockport Castle, XII-wiecznej rezydencji rycerskiej typu motte, o której pierwsza wzmianka pochodzi z 1173.
Stockport nigdy nie był portem rzecznym ani morskim. Rzeka Mersey nie nadaje się do żeglugi niczym większym od canoe. W centrum Stockport postawiono na rzece Mersey budynki, tworząc przepust, i ulokowano na niej główną ulicę handlową Merseyway.

### Wczesna historia
Najwcześniejsze znamiona obecności człowieka w okolicy to mikrolity ludów zbieracko-łowieckich z okresu mezolitu (środkowego okresu epoki kamienia, ok. 8000–3500 p.n.e.) oraz broń i narzędzia z okresu neolitu (nowy okres epoki kamienia, ok. 3500–2000 p.n.e.). Pozostałości z wczesnej epoki brązu (2000–1200 p.n.e.) to młoty kamienne, noże z krzemienia, siekiery z brązu oraz urny funeralne; wszystkie znalezione przez przypadek, nie w drodze systematycznych poszukiwań. Luka w datowaniu znalezionych przedmiotów przypada na lata ok. 1200 p.n.e. a okresem rzymskim (tzn. po ok. 70 n.e.). Może to oznaczać, że teren był niezamieszkały, być może z powodu niesprzyjającego klimatu.
Mało dowodów wskazuje na stacjonowanie wojsk rzymskich w Stockport, pomimo silnych przekonań mieszkańców. Uważa się, że drogi z Cheadle do Ardotalia (Melandra) oraz z Manchesteru do Buxton krzyżowały się w pobliżu centrum miasta. Być może było to w okolicach przeprawy (brodu) przez rzekę Mersey, która była już wyłożona chodnikiem w XVIII w., jednak nigdy nie udowodniono, że zrobili to Rzymianie. Hegginbotham donosi (w 1892) o odkryciu mozaik rzymskich na Castle Hill (rejon rynku w Stockport) pod koniec XVIII w., w czasie budowy fabryki, ale podkreśla, że opiera się jedynie na miejscowej legendzie; kamienie w tym rejonie nigdy nie zostały poddane datowaniu przy użyciu nowoczesnych metod. Jednakże w XVIII w. prawdopodobnie znajdywano tam rzymskie monety i ceramikę. Zbiór monet z lat 375–378 mógł zostać znaleziony na brzegu rzeki Mersey na Daw Bank; prawdopodobnie zakopano je tam ze względów bezpieczeństwa.
Sześć monet z okresu panowania anglosaskiego króla Edmunda (panował 939–946) i Eadreda (946–955) znaleziono w czasie orki w Reddish Green w 1789. Inna interpretacja (autorstwa Arrowsmith) uważa to za dowód osadnictwa w tamtych czasach, ale Morris uważa, że mógł to być „pojedynczy przypadek”. Ten mały zbiór jest jedynym anglosaskim znaleziskiem w tym rejonie. Jednak etymologia Stoc-port sugeruje zamieszkanie.

### Średniowiecze
Żadna część Stockport nie pojawia się w Domesday Book z 1086. Północna część Mersey należała do setni (ok. 100 domostw, germański system administracji opisany już w 98 n.e. przez Tacyta, do Cheshire wprowadzony przed podbojem normandzkim) w rejonie Salford, która była słabo znana. Południowy rejon Mersey należał do setni Hamestan (Macclesfield). (Wspomniane są Cheadle, Bramhall, Bredbury, i Romiley, ale leżą one już za granicami miasta.) Opisana jest setnia Salford jako całość oraz Cheadle (itd.) za czasów Edwarda Wyznawcy (tzn. tuż przed inwazją Normanów) oraz w czasach współczesnych opisowi. Zmniejszenie ich wartości uważa się za dowód zniszczeń wojsk Wilhelma Zdobywcy w kampaniach znanych jako plądrowanie Północy. Pominięcie Stockport sugeruje tak dotkliwe zniszczenia, że nie było czego opisywać (zob. np. Husain).
Arrowsmith wywodzi z etymologii że Stockport mógł być rykiem związanym z większymi ziemiami, wobec czego nie byłby opisywany osobno. Anglosascy właściciele ziemscy w tym rejonie zostali pozbawieni ziemi, która przypadła nowym panom normandzkim. Pierwszy przywilej miejski został nadany ok. 1220 i był jedyną podstawą działania władz w regionie przez 600 lat.
Zamek należący do Geoffreya de Costentina jest zapisany jako twierdza przeciwko Henrykowi II w latach 1172–1173. Miejscowa legenda błędnie głosi, że Geoffrey był synem króla, Godfryd II Plantagenet, który był jednym z buntowników. Dent określa wielkość zamku na ok. 31 × 60 m, i uważa, że był podobny do zamków w Pontefract i Launceston. Zamek był prawdopodobnie w ruinie w połowie XVI w., i w 1642 postanowiono go zburzyć. Castle Hill, prawdopodobnie podstawa zamku, została zrównana w 1775 aby zrobić miejsce na fabrykę Warrena (patrz niżej). Pobliskie mury, kiedyś uważane za mury zamku lub mury miejskie, teraz uważa się za mur oporowy, zabezpieczający skarpę przed erozją.

### Uprzemysłowienie
„Bieda w tym miejscu nie jest odczuwalna, chyba że przez leniuchów, bo ktokolwiek potrafi wiązać węzły, znajdzie pracę w fabryce jedwabiu … sześcioletnie dzieci zarabiają szylinga tygodniowo, a więcej kiedy podrosną i nabiorą doświadczenia.”
„At this place poverty is not much felt except by those who are idle, for all persons capable of tying knots may find work in the silk mills … children of six years earn a shilling a week and more as they grow capable of deserving it.”

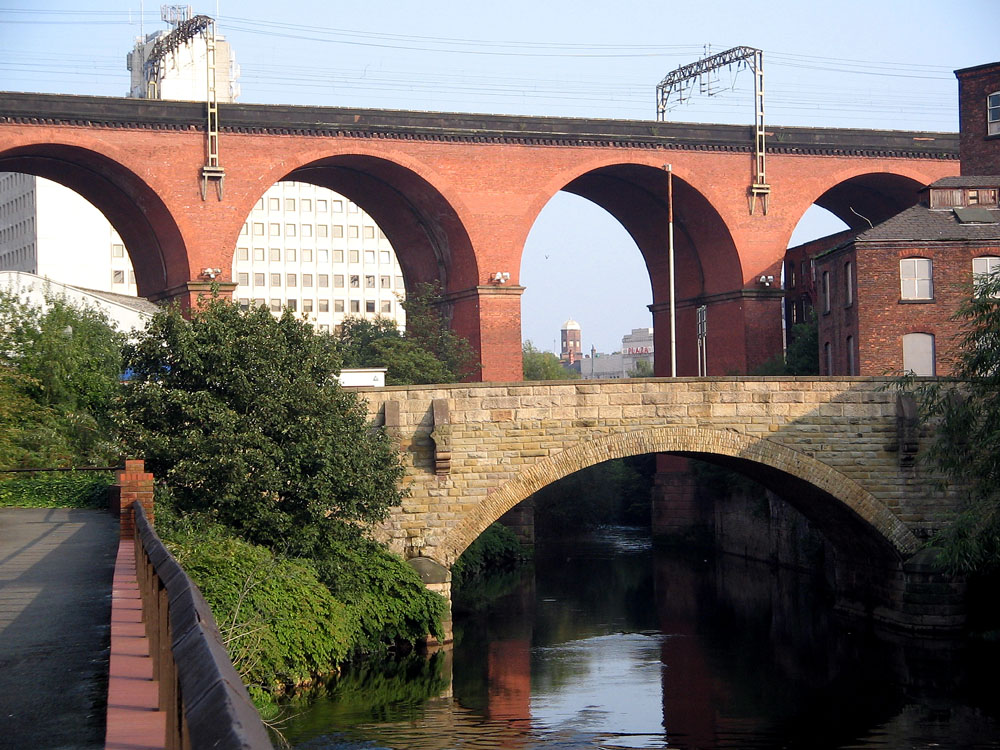
Wiadukt kolejowy w Stockport nad rzeką Mersey

Stockport był jednym z prototypowych miast fabrycznych (mill town). W początkach XVIII w. produkowany w Anglii jedwab nie był wystarczającej jakości, aby mógł być użyty jako osnowa tkanin. Odpowiedni wątek importowano z Włoch, gdzie był przędzony na maszynach napędzanych wodą. Około 1717 John Lombe pojechał do Włoch i skopiował projekt maszyny. Po powrocie opatentował ten projekt i rozpoczął produkcję w Derby. Kiedy Lombe próbował odnowić swoje prawa do patentu w 1732, pracownicy przędzalni z Manchesteru, Macclesfield, Leek i Stockport wystosowali petycję do parlamentu, aby patentu nie odnawiano. Lombe został spłacony, i w 1732 pierwsza fabryka jedwabiu napędzana wodą w Stockport (i pierwsza napędzana wodą fabryka w północno-zachodniej Anglii) została otwarta na rzece Mersey. Kolejne fabryki otwierano na pobliskich strumykach.
Tkactwo jedwabiu rozwijało się, i do 1769 przemysł ten zatrudniał 2000 ludzi. W 1772 nastąpiło załamanie, prawdopodobnie spowodowane tańszym importem z zagranicy; w późnych latach 70. XVIII w. przemysł ponownie zaczął się rozrastać. Cykliczne załamania i nawroty prosperity trwały przez cały okres tekstylny.
Zarówno dobre zaopatrzenie w wodę rzeczną (opisaną przez Rodgersa jako „zdecydowanie najlepsze ze wszystkich w nizinie” [Manchesteru]), jak i liczba pracowników fabryk pomogły Stockport wykorzystać swoje szanse w przetwórstwie bawełny pod koniec XVIII w. Fabryka Warrena na rynku była pierwsza. Siła pochodziła z koła podsiębiernego w głębokim szybie, zasilanym wodą doprowadzaną tunelem z rzeki Goyt. Pozycja na wysoko położonym gruncie, niezwykła dla fabryki napędzanej wodą, przyczyniła się do wczesnego upadku, ale pomysł doprowadzania wody tunelami się przyjął, i pod miastem wydrążono wiele tuneli doprowadzających wodę z rzeki Goyt do fabryk. W 1796 James Harrisson zbudował kanał łączący rzekę Tame z licznymi fabrykami na obszarze Park w rejonie Portwood, leżącym poza centrum miasta. Inne napędzane wodą fabryki wybudowano na rzece Mersey.
Produkcja kapeluszy datuje się w północnym Cheshire i południowo-wschodnim Lancashire od XVI w. W początkach XIX w. wzrosła liczba wytwórców kapeluszy w tym rejonie, którzy zyskali sobie wysoką reputację. Londyńska firma Miller Christy wykupiła lokalną firmę w 1826, co Arrowsmith określił jako 'punkt zwrotny'. W drugiej połowie XIX w. proces wyrobu kapeluszy zmechanizowano, i ta gałąź przemysłu zatrudniała teraz w Stockport największą liczbę pracowników; rejon ten, wraz z pobliskim Denton, był wiodącym ośrodkiem w kraju. Zaczęły powstawać firmy wytwarzające pokrewne produkty, jak formy do kapeluszy, lamówki, skóra.
Wybuch pierwszej wojny światowej położył kres handlowi z dalej położonymi miastami, co zachwiało lokalnym przemysłem i zmniejszyło jego znaczenie. Mimo to, w 1932 było zatrudnionych ponad 3000 pracowników, czyniąc wytwórstwo kapeluszy trzecim co do wielkości źródłem zatrudnienia, po przemyśle tekstylnym i inżynierii. Depresja lat 30. XX w. i zmiana mody znacznie zmniejszyły popyt na kapelusze, a istniejące zapotrzebowanie zaspokajały tańsze wełniane produkty np. z rejonu Luton. W latach 1966–1967 wszystkie większe firmy połączyły się, tworząc Associated British Hat Manufacturers (Związek Brytyjskich Wytwórców Kapeluszy). Ostały się dwie niezależne wytwórnie: fabryki Christy i Wilsona (w Denton). Fabryka Wilsona upadła pierwsza, a następnie (w 1997) zamknięto wytwórnię Christy, kończąc tym samym 400 lat kapelusznictwa w regionie. Przemysłowi kapeluszowemu poświęcone jest jedyne w UK muzeum kapelusznictwa, Hat Works.
Od XVII w. Stockport był centrum przemysłu kapeluszowego i następnie jedwabniczego. Gwałtowny rozwój Stockport przypadł na czasy Rewolucji przemysłowej, zwłaszcza wytwórstwo bawełny. Potem jednak nastąpił upadek, i XIX-wieczny filozof Friedrich Engels stwierdził w 1844, że Stockport był „znany jako jeden z najbardziej mrocznych, zadymionych dziur w całym okręgu przemysłowym” („renowned as one of the duskiest, smokiest holes in the whole of the industrial area”). Miasto było połączone z krajową siecią kanałów poprzez 8 km odgałęzienie w kierunku Stockport kanału Ashton Canal otwartego w 1797, czynnego do lat 30. XX w. Obecnie jest on w większości zasypany, jednak trwają starania, aby otworzyć go dla celów turystycznych.

#### Współczesność
Z początkiem XX w. Stockport przestał być uzależniony od przemysłu bawełnianego i stał się bardziej różnorodny. Muzeum Kapeluszy, schrony przeciwlotnicze z II wojny światowej, późnośredniowieczny dom handlowy na 700-letnim rynku stanowią atrakcje turystyczne.
Stockport leży na trasie samolotów podchodzących do lądowania do pobliskiego lotniska Manchester Airport. 4 czerwca 1967 miała miejsce katastrofa lotnicza, w której samolot British Midland Airways C-4 Argonaut rozbił się w rejonie Hopes Carr, powodując śmierć 72 spośród 84 pasażerów i załogi. 12 osób zostało uratowanych z płonącego samolotu przez przechodniów i policję, zanim w ciągu kilku minut cały wrak objęły płomienie, zabijając pozostałych pasażerów. Katastrofa ta zajmuje czwarte miejsce jako najgorsze wydarzenie w historii brytyjskiego lotnictwa.
W ostatnich latach Stockport Metropolitan Borough Council rozpoczął ambitny plan rewitalizacji pod nazwą Future Stockport (Przyszły Stockport). Plan zakłada przyciągnięcie ponad 3,000 rezydentów do centrum miasta, i ożywienie jego rynku mieszkalnego i handlowego, podobnie jak w Manchesterze. Wiele dawnych rejonów przemysłowych w centrum miasta będzie przeznaczonych pod nowe inwestycje mieszkalne i handlowe.

## Administracja

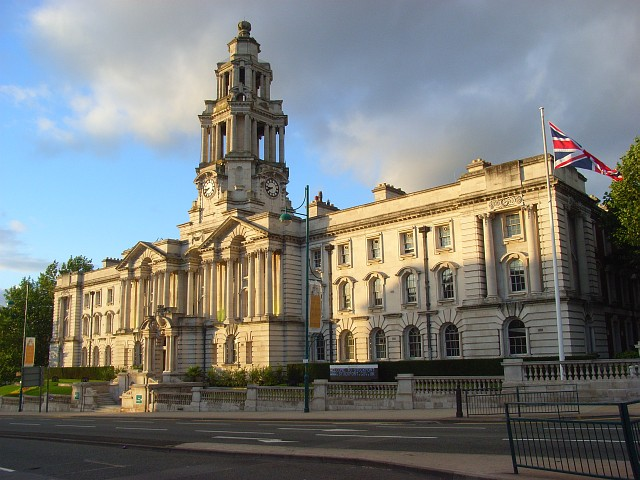
Stockport Town Hall (Ratusz)

### Historia administracyjna
Municipal Corporations Act 1835 (ustawa o korporacjach miejskich z 1835) ustanowiła Stockport municipal borough (gminą miejską) złożoną z sześciu wards (rejonów) z radą złożoną z 14 Aldermen (starszych radnych miejskich) i 42 Councillors (radnych). W 1888 status został podniesiony do County Borough (hrabstwo), o nazwie County Borough of Stockport. Od 1972 Stockport jest miastem partnerskim dla Béziers we Francji. W 1974, na mocy ustawy Local Government Act 1972 Stockport połączył się z sąsiadującymi dystryktami tworząc Metropolitan Borough of Stockport (dystrykt metropolitalny Stockport) w hrabstwie metropolitalnym Wielki Manchester.
W 1986 roku, w wyniku likwidacji rad w hrabstwach metropolitalnych, pełnię władzy sprawowanej dotychczas przez radę hrabstwa Wielki Manchester (Greater Manchester County Council) przejęła rada dystryktu (Stockport Metropolitan Borough Council).
W 2011 Stockport wystąpił o status city, jednak go nie otrzymał.

### Reprezentacja w Parlamencie
Na terenie Stockport Metropolitan Borough znajdują się cztery jednostki parlamentarne: Stockport, Cheadle, Hazel Grove, oraz Denton i Reddish. Stockport był reprezentowany przez przedstawicielkę Partii Pracy MP Ann Coffey (od 1992); Marka Huntera z Cheadle ze strony Liberalnych Demokratów (od 2005); i Andrew Stunella (Liberalni Demokraci) MP z Hazel Grove (od 1997). Denton i Reddish reprezentuje Andrew Gwynne.

## Geografia
Stockport leży na wyżynie, 9,8 km na południowy wschód od centrum Manchesteru, w dorzeczu rzek Goyt i Tame, tworzących rzekę Mersey. Graniczy z City of Manchester.

## Demografia
| Statystyka populacji Stockport | Statystyka populacji Stockport | Statystyka populacji Stockport | Statystyka populacji Stockport |
| ------------------------------ | ------------------------------ | ------------------------------ | ------------------------------ |
| 2001 UK census                 | Stockport                      | Aglomeracja                    | Anglia                         |
| Ogółem populacja               | 136 082                        | 284 528                        | 49 138 831                     |
| Biali                          | 95,5%                          | 95,7%                          | 91%                            |
| Azjaci                         | 2,0%                           | 2,1%                           | 4,6%                           |
| Czarni                         | 0,5%                           | 0,4%                           | 2,3%                           |
| Chrześcijanie                  | 74,9%                          | 75,4%                          | 72%                            |
| Muzułmanie                     | 1,8%                           | 1,8%                           | 3,1%                           |
| Bez wyznania                   | 15,3%                          | 14,2%                          | 15%                            |

Według spisu ludności z 2001, Stockport miał populację 136082 mieszkańców. Gęstość zaludnienia w 2001 wynosiła 4613 na km², a na 100 kobiet przypadało 94,0 mężczyzn. Spośród osób powyżej 16 lat, 32% było kawalerami lub pannami (nigdy nie zawarło małżeństwa) a 50,2% pozostawało w małżeństwie. Na 58,687 gospodarstw domowych, 33,1% składało się z jednej osoby, 33,7% stanowiły małżeństwa mieszkające razem, 9,7% to pary żyjące bez ślubu, a 10,4% to samotni rodzice z dziećmi. Te liczby były podobne do wyników w Stockport Metropolitan Borough i Anglii. Spośród mieszkańców wieku 16–74, 29,2% nie miało wykształcenia akademickiego, co było wyższą liczbą niż 25,7% w całym Stockport Metropolitan Borough, ale zbliżoną do 28,9% w całej Anglii.

### Wzrost populacji
| Wzrost populacji w Stockport od 1901                   | Wzrost populacji w Stockport od 1901 | Wzrost populacji w Stockport od 1901 | Wzrost populacji w Stockport od 1901 | Wzrost populacji w Stockport od 1901 | Wzrost populacji w Stockport od 1901 | Wzrost populacji w Stockport od 1901 | Wzrost populacji w Stockport od 1901 | Wzrost populacji w Stockport od 1901 | Wzrost populacji w Stockport od 1901 | Wzrost populacji w Stockport od 1901 | Wzrost populacji w Stockport od 1901 |
| Rok                                                    | 1901                                 | 1911                                 | 1921                                 | 1931                                 | 1939                                 | 1951                                 | 1961                                 | 1971                                 | 1981                                 | 1991                                 | 2001                                 |
| ------------------------------------------------------ | ------------------------------------ | ------------------------------------ | ------------------------------------ | ------------------------------------ | ------------------------------------ | ------------------------------------ | ------------------------------------ | ------------------------------------ | ------------------------------------ | ------------------------------------ | ------------------------------------ |
| Populacja                                              | 92,832                               | 108,682                              | 123,309                              | 125,490                              | 134,132                              | 141,650                              | 142,543                              | 139,598                              | 136,792                              | 132,813                              | 136,082                              |
| County Borough 1901–1971 • Urban Subdivision 1981–2001 |                                      |                                      |                                      |                                      |                                      |                                      |                                      |                                      |                                      |                                      |                                      |

## Gospodarka
Główne centrum handlowe znajduje się w centrum miasta, a filie największych sieci handlowych można znaleźć w Merseyway Shopping Centre i The Peel Centre. Centrum sportowe Grand Central Leisure zawiera basen wielkości olimpijskiej, kino z 10 salami kinowymi, bary, kręgle, centrum zdrowotne i wiele restauracji. W 2008 upadły plany Rady Miejskiej (Council) rozwoju centrum miasta i inwestycji rzędu 500 milionów funtów. Firma budowlana, Lend Lease Corporation, wycofała się z projektu, jako przyczynę podając kryzys na rynku kredytów budowlanych.

## Atrakcje turystyczne
W Stockport znajdują się:

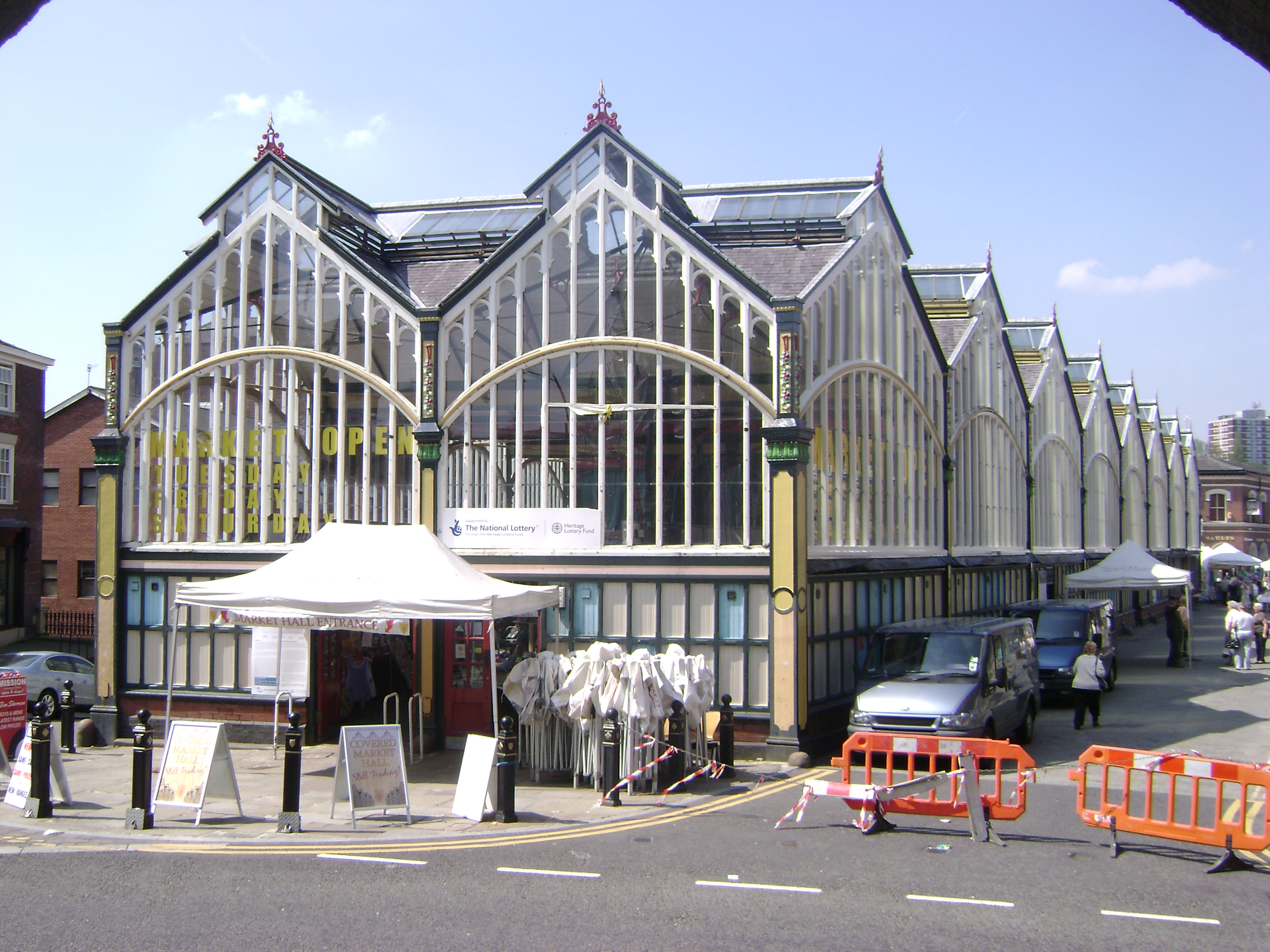
Stockport Market

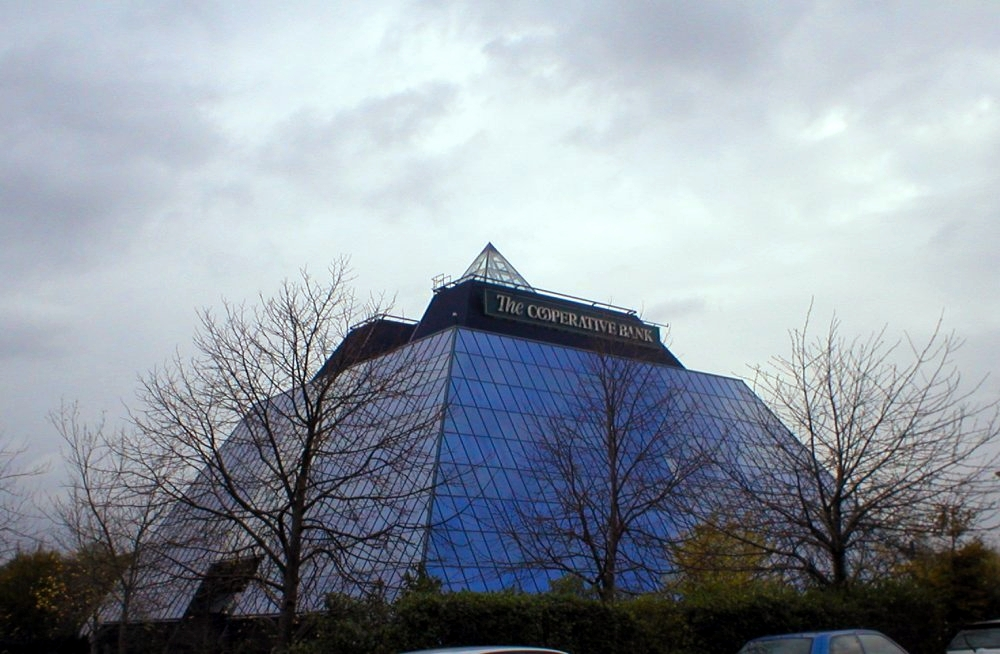
Stockport Pyramid

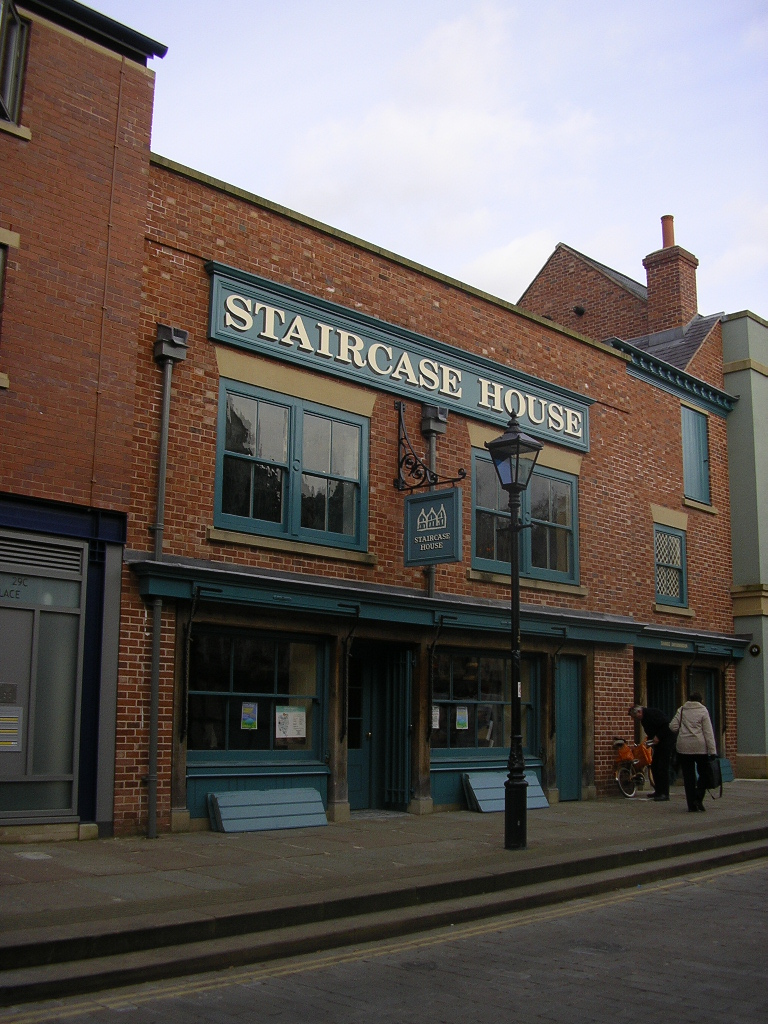
Staircase House

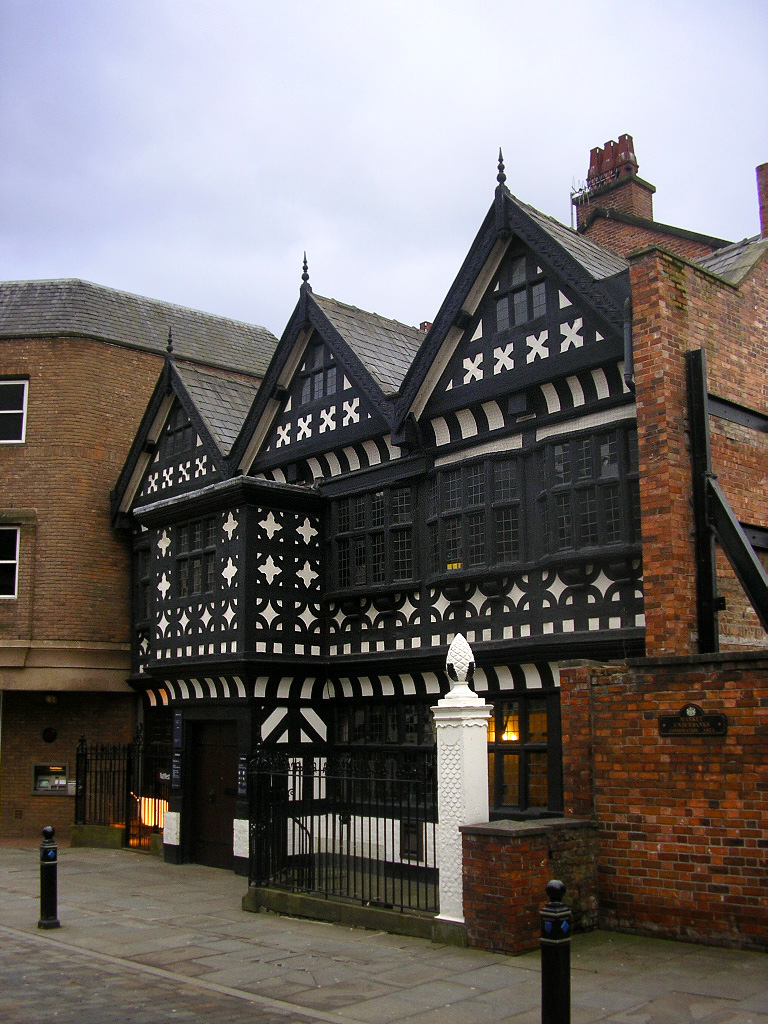
Underbank Hall

- Jedyne w Anglii muzeum kapeluszy, „Hat Works” w budynku Wellington Mill – będącym dobrze prosperującą fabryką kapeluszy w czasach wiktoriańskich[40].
- Stockport Town Hall (ratusz) projektu Sir Alfred Brumwell Thomasa, którego salę balową poeta John Betjeman określił jako 'magnificent’ i mieszczący największe w Anglii organy teatralne Wurlitzera.
- Stockport Air Raid Shelters (schron przeciwlotniczy) to muzeum złożone z ok. 1,5 km podziemnych tuneli wydrążonych w piaskowcu w czasie drugiej wojny światowej. Mieściło się tam ok. 6000 ludzi.
- Vernon Park to park miejski, położony w kierunku wschodnim ku Bredbury. Otwarty 20 września 1858 w rocznicę Bitwy nad Almą w czasie Wojny krymskiej. Nazwany na cześć Lorda Vernona, który przekazał teren miastu, aby służył jako park.
- St Elisabeth’s Church, Reddish (kościół św. Elżbiety), zabytek pierwszego stopnia (Grade I) oraz model village (modelowe miasteczko), zaprojektowane przez Alfreda Waterhouse’a dla pracowników Houldsworth Mill, wówczas największej fabryki bawełny na świecie.
- St Mary’s Church (kościół św. Marii), zabytek I stopnia (Grade I) na Market Place (rynku), najstarszy kościół w mieście, częściowo pochodzący z XIV w. Mieści Stockport Heritage centre (centrum dziedzictwa) prowadzone przez wolontariuszy w dni targowe[41].
- Stockport Plaza (kino) to zabytek II* stopnia (Grade II*) z 1932[42].
- Local Nature Reserves (rezerwaty naturalne). Stockport ma 12 rezerwatów naturalnych: Abney Hall Park, Carr Wood, Chadkirk Country Estate, Etherow Country Park, Gatley Carrs, Heaton Mersey Common, Happy Valley, Mersey Vale Nature Park, Poise Brook, Reddish Vale Country Park, Woodbank Park i Wright’s Wood[43].

### Wiadukt
Wiadukt w Stockport jest jedną z największych budowli ceglanych Zachodniej Europy. Ma 34 m wysokości, i dźwiga cztery tory kolejowe prowadzące w kierunku Manchesteru. Przecina rzekę Mersey. Kamień węgielny wmurowano 10 marca 1839, a wiadukt otwarto w 1842 roku. Wiadukt stanowi przykład inżynierii czasów wiktoriańskich. Zbudowany został w 21 miesięcy, kosztował £70,000 i składa się na niego 11 000 000 cegieł. Budowla jest na liście zabytków drugiego stopnia (Grade II*).

### Piramida
Za M60 (obwodnicą Manchesteru) na zjeździe nr 1 znajduje się piramida zbudowana ze szkła i metalu, projektu architekta Maxwella Hutchinsona. Na metalowej konstrukcji opierają się panele z niebieskiego, a na wierzchołku przezroczystego, szkła. Budynek miał być częścią kompleksu „doliny królów”, komercyjnego zespołu zaprojektowanego w 1987. Budowa rozpoczęła się na początku roku 1990, a zakończyła w 1992. Jednak z powodu załamania ekonomicznego projekt zarzucono, a budynek stał pusty przez kilka lat. W 1995 Co-operative Bank (pożyczkodawca dla developera) przejął Piramidę i otworzył ją jako Call centre dla własnego banku, którą to funkcję budynek pełni po dziś dzień.

### Staircase House
Staircase House to średniowieczny dom miejski przy rynku, będący zabytkiem drugiego stopnia (Grade II*). Budynek był wielokrotnie przebudowywany. Po pożarze w 1995 został starannie odbudowany przy użyciu historycznych narzędzi i metod. Jest prawdopodobnie najstarszym świeckim budynkiem w Stockport. W Staircase House mieści się miejskie muzeum historyczne Stockport Story Museum, które stara się udokumentować 10,000-letnią historię miasta. U wejścia do muzeum wyświetlany jest film dokumentujący odbudowę z lat 90. Znajduje się tu też centrum informacji turystycznej.

### Underbank Hall
Zlokalizowany w centrum Stockport, Underbank Hall jest zabytkiem drugiego stopnia (Grade II*). Zbudowany pod koniec XVI w. jako dom miejski dla rodziny Ardene z pobliskiego Bredbury. Rodzina mieszkała tam do 1823. W 1824 stał się siedzibą banku. Obecna główna sala bankowa, wybudowana w 1915, znajduje się za XVI-wieczną częścią z drewnianym szkieletem.

## Transport

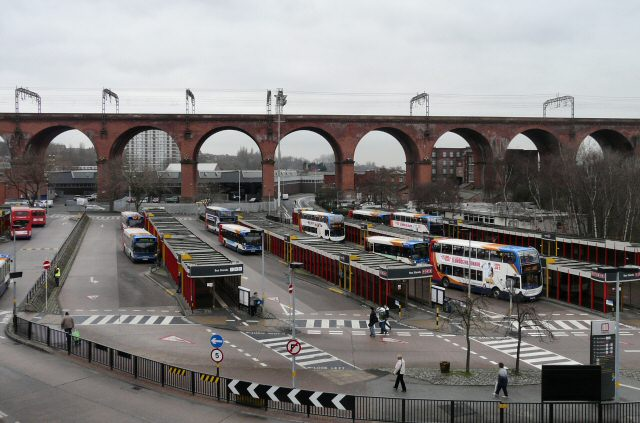
Dworzec autobusowy i wiadukt w Stockport

W Stockport krzyżują się obwodnica Manchesteru M60 i droga A6 do Londynu.
Stacja kolejowa Stockport leży na trasie West Coast Main Line z Manchesteru. Ma trzy perony (sześć krawędzi peronowych). Linie kolejowe łączą Stockport z Manchesterem, Londynem Euston, Sheffield, Liverpool, Norwich i wieloma innymi miastami. Pociągi ze Stockport do Londynu Euston odjeżdżają co 20 minut, obsługiwane przez Virgin Trains.
Znajdujący się także w centrum miasta, blisko dworca kolejowego, dworzec autobusowy, otwarty w 1981, ma 28 peronów. Większość tras obsługuje Stagecoach Manchester. Można z niego dojechać do mniejszych miejscowości w regionie.
Dworzec kolejowy Stockport Tiviot Dale był czynny w latach 1865-1967, łącząc miasto z Liverpoolem, Derby i Sheffield. Obecnie stacja znajduje się pod obwodnicą M60.
Lotnisko Manchester Airport (Ringway), największe w UK poza Londynem, znajduje się 5 mil (8 km) na południowy zachód od miasta.

## Edukacja
Stockport College ma oddziały w centrum miasta oraz dzielnicy Heaton Moor. W Stockport jest także Stockport Grammar School założona w 1487, najstarsza w północnej Anglii.

## Organizacje sportowe
W rejonie Stockport działa kilka szwadronów Air Training Corps. Dwa z nich to 162 (Stockport) Squadron z siedzibą przy drodze A6 naprzeciwko kościoła St George’s Church oraz 1804 (Four Heatons) Squadron na Reddish Road. Jest tam też wiele młodzieżowych drużyn koszykówki, zaś obecnie drużyna seniorów Stockport Senior mens league team jest w D3 z EBL league, po awansie w poprzednim sezonie z Division 4. W piłkarskiej Football Conference na stadionie Edgeley Park gra Stockport County F.C.

## Miasta partnerskie
Stockport jest miastem partnerskim dla:
- Béziers, Francja (1972)
- Heilbronn, Niemcy (1982)